# Хвостяне
Хвостя́не е село в Югозападна България. То се намира в община Гърмен, област Благоевград.

## География
Село Хвостяне се намира в полупланински район, югоизточно от град Гоце Делчев и източно от река Места.

## История
В XIX век Хвостяне е мюсюлманско село в Неврокопска каза на Османската империя. В „Етнография на вилаетите Адрианопол, Монастир и Салоника“, издадена в Константинопол в 1878 година и отразяваща статистиката на населението от 1873 година, Фустане (Foustane) е посочено като село с 45 домакинства и 110 жители мюсюлмани. През 1899 година селото има население 230 жители според резултатите от преброяване населението на Османската империя. Съгласно статистиката на Васил Кънчов („Македония. Етнография и статистика“) към 1900 година Хвостяне (Фустáня) е селище, в което живеят 250 българи-мохамедани, в 65 къщи.
Според Димитър Гаджанов в 1916 година в Блатска, Дъбница и Фустани живеят 1100 помаци.
Тъй като майчиният език на голяма част от жителите на селото е турски, в края на 1922 година Петричкият окръжен училищен съвет взима решение да разреши откриването във Фустаня на частно турско училище.

## Население

### Етнически състав
Преброяване на населението през 2011 г.
Численост и дял на етническите групи според преброяването на населението през 2011 г.:
|                     | Численост |
| Общо                | 710       |
| Българи             | -         |
| Турци               | 428       |
| Цигани              | 150       |
| Други               | -         |
| Не се самоопределят | 9         |
| Неотговорили        | 103       |